# Carlos Seco Serrano
Carlos Seco Serrano (* 14. November 1923 in Toledo; † 12. April 2020 in Madrid) war ein spanischer Historiker.

## Leben
Carlos Seco Serrano war der Sohn eines spanischen Militärs, der während des Spanischen Bürgerkrieges im Dienste der Zweiten Spanischen Republik getötet wurde. Er absolvierte sein Bachelorstudium in Philosophie und Literatur 1945 an der Universidad Central de Madrid. 1950 folgte die Promotion in Geschichte mit den diplomatischen Beziehungen zwischen Spanien und Venedig zu Zeiten Philipp III. als Thema. Er studierte bei Historikern wie Ciriaco Pérez Bustamante und Jesús Pabón. Von 1957 bis 1975 war er als Professor für Allgemeine und Zeitgenössische Spanische Geschichte an der Universität Barcelona und von 1975 bis 1989 für Zeitgenössische Geschichte Spaniens an der Universität Complutense Madrid tätig.
Seco war Mitglied verschiedener wissenschaftlicher Gesellschaften, darunter Reial Acadèmia de Bones Lletres de Barcelona, Consejo Superior de Investigaciones Científicas und Real Academia de la Historia. Für sein 1984 veröffentlichtes Werk Militarismo y civilismo en la España contemporánea wurde er 1986 mit dem Premio Nacional de Historia de España ausgezeichnet. 1996 wurde er mit dem spanischen Militär-Verdienstorden und 2002 mit dem Großkreuz des Ordens Alfons X. des Weisen ausgezeichnet.
Zu seinen bekanntesten Doktoranden zählen die Historiker Julio Gil Pecharromán und Antoni Jutglar.
Am 12. April 2020 starb Seco im Alter von 96 Jahren während der COVID-19-Pandemie in Spanien an den Folgen einer SARS-CoV-2-Infektion.

## Werke (Auswahl)
- Obras de D. Martín Fernández de Navarrete (1954)
- Obras de D. Mariano José de Larra (1960)
- Obras de D. Francisco Martínez de la Rosa (1962)
- Memorias de Manuel Godoy, Príncipe de la Paz (1965)
- Obras de D. Ramón de Mesonero Romanos (1967)
- Alfonso XIII y la crisis de la restauración (1969)
- Sociedad, literatura y política en la España del siglo XIX (1973)
- Tríptico carlista (1973)
- Godoy, el hombre y el político (1978)
- Viñetas históricas (1983)
- Militarismo y civilismo en la España contemporánea (1984)
- Profesor Carlos Seco Serrano. Haciendo historia (1989)
- Al correr de los días. Crónicas de la transición (1994)
- María Cristina de Habsburgo y la regencia (1885–1902) (1994)
- Paisaje y figura del 98 (1997)
- Estudios sobre el reinado de Alfonso XIII (1998)
- Historia del conservadurismo español (2000)
- Alfonso XIII (2001)
- Alfonso XIII en el centenario de su reinado (2002)
- La España de Alfonso XIII (2002)
- De los tiempos de Cánovas (2004)
- Alfonso XII (2007)